# Drapeau bear
Pour les articles homonymes, voir Bear.
 (avril 2019).
 (avril 2019).
- Si vous ne connaissez pas le sujet, laissez ce bandeau (vous pouvez alors contacter les auteurs).
- Si vous supprimez le contenu mis en cause (vous pouvez préalablement contacter les auteurs),

argumentez précisément cette suppression dans la page de discussion
(un manque de référence n'est pas un argument ; une recherche réelle de référence doit avoir été effectuée, être formellement documentée).
 (mai 2018).
Si vous disposez d'ouvrages ou d'articles de référence ou si vous connaissez des sites web de qualité traitant du thème abordé ici, merci de compléter l'article en donnant les références utiles à sa vérifiabilité et en les liant à la section « Notes et références ».

Le drapeau bear tel que déposé en 1995.

Le drapeau bear est apparu en 1992 afin de donner un emblème spécifique à la communauté bear, une sous-communauté gay. Il s'inspire du drapeau arc-en-ciel (drapeau de la communauté LGBT depuis 1978). 

## Historique
L'une des premières versions du drapeau, datant de 1992, présente cinq bandes diagonales et deux pattes d’ours dans le coin supérieur gauche ; cette version provient du groupe des Front Range Bears de Denver.
En 1995, Craig Byrnes, (Mr. Baltimore Bear Cub ’93), Paul Witzkoske et Bob Nicholson présentent quatre prototypes de drapeau lors du Bears of Summer Weekend organisé par le Chesapeake Bay Bear Club, dans le but de créer un drapeau approuvé par la communauté lors d’un vote. Le drapeau aux sept bandes horizontales ci-contre est alors choisi.

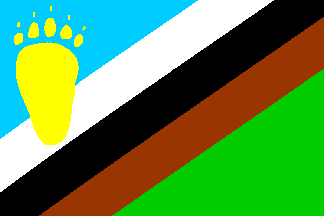
Première version du drapeau de la communauté Bear.

## Composition et interprétation
C'est un champ de rayures horizontales simples avec une empreinte de patte dans le coin supérieur gauche, une disposition familière à tous ceux qui ont vu le drapeau de la fierté en cuir. Les couleurs représentent les couleurs de fourrure et les nationalités des ours à travers le monde et ont été conçues en pensant à l'inclusivité.
Il est composé de 7 bandes de couleur : marron, brun clair, blond, beige, blanc, gris, noir. Une patte noire d'ours stylisée (avec ou sans griffe selon la version) dans le coin supérieur gauche achève l'ensemble. Le placement de la patte d'ours en haut à gauche est un clin-d'œil au drapeau de la communauté cuir (drapeau existant depuis 1989, créé par Tony De Blase à l’occasion d’un concours international du hard à Chicago, dont le concepteur a volontairement refusé d’expliquer sa signification et l’a placé immédiatement dans le domaine public sans communiquer la signification).
La patte d'ours répète, si nécessaire, à qui l'amitié et l'affection de ce drapeau sont destinées. 
Plusieurs interprétations postérieures ont été données à ces 7 couleurs : pour certains, chaque bande représente une teinte de couleur de peau humaine. Pour d'autres, il s'agit de la couleur naturelle des poils, cheveux et barbes. En tout état de cause, l'idée est de représenter symboliquement la totalité du genre humain. 
Pour d'autres, les couleurs représentent les différentes couleurs de pelage des ours plantigrades.

## Histoire complète et variantes du drapeau

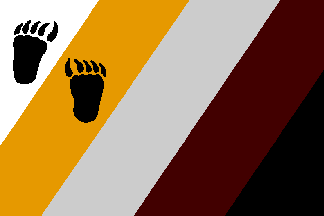
Second drapeau de la communauté Bear.

Paul Witzkoske, l'homme à qui Craig Byrnes demande de créer les modèles pour les quatre variantes originales du drapeau indique que l'idée originale de Byrnes était un drapeau avec six bandes seulement et une empreinte de patte brune sur un canton vert, tandis que Witzkoske l'a dérivé en quatre variantes, toutes avec sept bandes dans les couleurs suivantes (noms donnés par lui): brun , rouille, or, crème, blanc, gris et noir. Sur deux variantes, l'ordre des couleurs était comme indiqué ci-dessus, les deux avec une empreinte de patte noire, l'un d'entre eux le mettant sur un canton vert. Les deux autres variantes ont eu l'ordre de couleur opposé, l'une avec une empreinte de patte noire sur un canton vert et l'autre avec une empreinte de patte brune sur les bandes seulement. Ces quatre images sont également montrées sur le site Web de la compagnie Bear Manufacturing mais il y a aussi une photo des quatre prototypes hissés pour le vote, qui montre que les deux drapeaux du canton vert ont été créés avec les empreintes de pattes brunes. Ni l'une ni l'autre des pages ne dit rien de ce changement ni des raisons qui l'ont motivé, même si cela doit évidemment avoir été fait juste avant la partie du travail de couture. Considérant tout cela, il est évident que l'histoire complète des origines du drapeau doit encore être affinée.

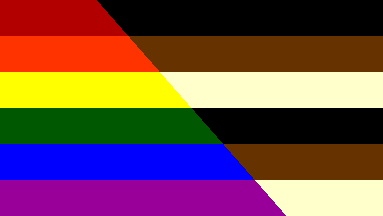
Drapeau de la communauté Bear - rainbow et fourrure.

Au début de 1996, Craig Byrnes, connu sous le nom de Baltimore Bear Cub 93 et de TBCC Virginia de 1994, a commencé à présenter aux clubs et organisations de la région un nouveau drapeau, le «DRAPEAU DE LA FRATERNITÉ DE L'OURS INTERNATIONAL». "Le drapeau sortait pas de nulle part. En fait, ce nouveau symbole de la fraternité des ours a eu un développement antérieur intéressant.
Le travail de Craig en vue de l'obtention d'un diplôme de premier cycle en psychologie impliquait la conception d'un projet senior qui explorerait et discuterait de la culture de l'ours qui a explosé depuis le début des années 1980.
En tant que membre des Chesapeake Bay Bears (CBB), il s'était impliqué directement dans l'expansion du mouvement ours. À l'époque de son projet de développement principal, Craig pensait qu'il serait approprié de concevoir un drapeau qui représenterait le mieux la communauté des ours et de l'inclure dans les résultats de ses recherches. Craig a été encouragé par son ex-mari Bob Nicholson, un membre des anciens du district de Columbia Bear Club (DCBC).

Bob a acheté une boîte de crayons professionnels pour l'anniversaire de Craig, et Craig a commencé sa recherche de couleurs convenables pour son drapeau. Craig a construit le dessin original du drapeau à partir des couleurs qu'il a sélectionnées. Après avoir scanné le dessin, Craig a demandé à Paul Witzkoske, membre du DCBC, de créer quatre gabarits générés par ordinateur à partir de l'œuvre d'art originale réalisée au crayon dont les quatre variantes étaient cousues par des machines à coudre en tissus de doublure. Bob a passé plusieurs heures sur une machine à coudre à faire le premier jeu de drapeaux de 3 'x 5'. Craig a obtenu l'approbation d'afficher les quatre drapeaux prototypes lors des événements «Bears of Summer» de la CBB en juillet 1995. Les ours ont été invités à mettre 25 cents la boite appropriée pour indiquer quel drapeau représenterait le mieux la communauté d'ours et a fait un don à la CBB pour l'ajouter à la collecte de fonds en faveur de la lutte contre le sida.

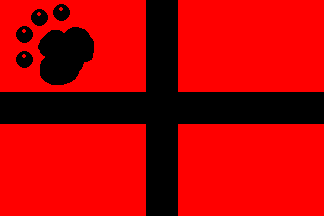
Drapeau de la communauté bear à croix noire sur fond rouge à la patte d'ours cantonnée.

## Variations de couleurs
Les nuances de couleur du drapeau international de fraternité d'ours ne semblent pas être entièrement fixées et elles changent quelque peu. Cela dépend en partie du matériau sur lequel ils sont appliqués.
La couleur qui varie le plus est la crème, qui ressemble parfois à du jaune très clair, mais peut aussi être presque aussi sombre que l'or. La couleur crème est très souvent remplacée par la «couleur de la peau», c'est-à-dire une teinte rosée généralement attribuée à la peau du peuple caucasien  et rendue héraldique par «œillet». Dans certains cas, la nuance de couleur mérite d'être décrite comme «crème», mais elle peut aussi être presque indiscernable du blanc ou ressembler à la couleur du sable. La couleur de l'or peut paraître tendre vers l'orange ou très marron clair ou même ocre.
La couleur rouille semble parfois comme telle, mais elle tire souvent sur l'orange ou marron clair. La bande la plus haute est plutôt uniformément représentée dans une teinte brun foncé tandis que le gris varie de sombre à intermédiaire à clair.